# Bredenbek (Alster)
Die Bredenbek ist ein 8 Kilometer langer Fluss im Süden von Schleswig-Holstein und im Norden von Hamburg.
Die Bredenbek entspringt nördlich des zu Ahrensburg gehörenden Stadtteils Wulfsdorf und westlich der Hamburger Straße (ehem. B 75). Seit dem 15. Jahrhundert ist sie bei Ammersbek zum Bredenbeker Teich aufgestaut. Westlich von Hoisbüttel tritt die Bredenbek auf Hamburger Gebiet und mündet im Rodenbeker Quellental bei Ohlstedt in die Alster.
An der Einmündung der Bredenbek in die Alster gab es seit dem 14. Jahrhundert eine Wassermühle, die Rodenbeker Mühle, deren letztes Mühlengebäude mit einem hölzernen Wasserrad bis 1925 existierte.

## Zuflüsse
Einziger Zufluss von Belang ist heute die Lottbek, die der Bredenbek kurz vor ihrer Mündung in die Alster zufließt. Bis zum 16. Jahrhundert floss auch der Hopfenbach, der das Ahrensburger Tunneltal entwässert, in die Bredenbek. Durch einen künstlichen Durchstich wurde er in die Aue umgeleitet.

## Bredenbeker Teich

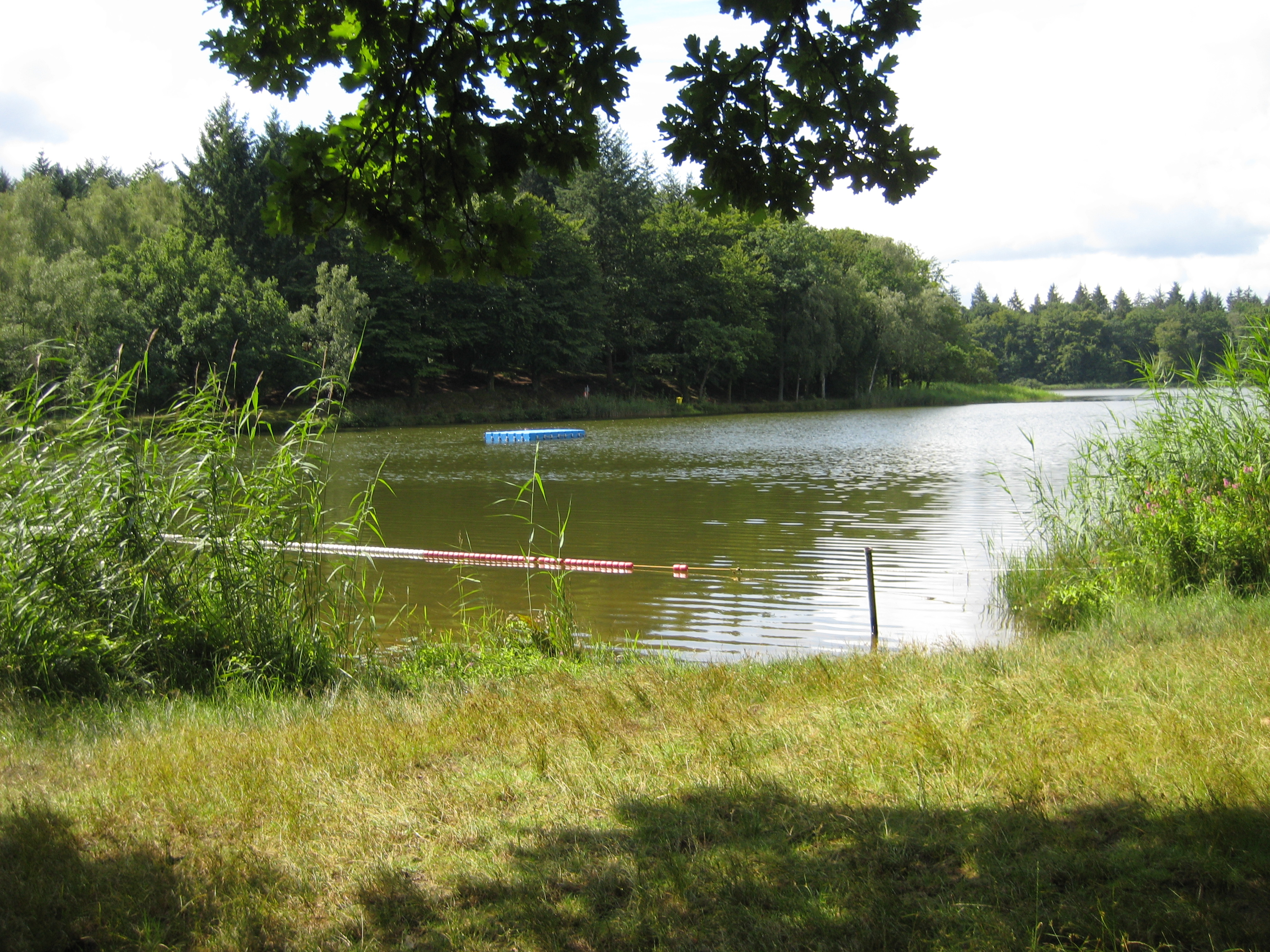
Bredenbeker Teich

Der Bredenbeker Teich ist noch heute ein beliebtes Ausflugsziel nördlich von Hamburg zwischen Ahrensburg und Ammersbek-Bünningstedt.
Er wurde Ende des 15. Jahrhunderts durch das Zisterzienserinnen-Kloster Reinbek zur Fischzucht angelegt und 1585 durch Peter Rantzau, den Besitzer des Gutes Ahrensburg, vergrößert. 1924 kaufte der Hamburger Holzkaufmann Wilhelm Gratenau den Teich und die umliegenden Ländereien mit dem Gut Lindenhof auf. Am Nordufer des Teiches legte er ein großes Strandbad an, das in warmen Sommermonaten auch bei vielen mit der Walddörferbahn anreisenden Hamburger Badegästen großes Interesse fand. Später entstanden ebenfalls am Nordufer des Teiches noch ein Campingplatz und zwei Golfplätze.
Das Strandbad und der Campingplatz sind auch heute noch vorhanden und werden seit 1998 durch den Verein CBT e. V. (Campingverein Bredenbeker Teich) betrieben. Das Strandbad ist von Mitte Mai bis Mitte August – außer an Tagen mit schlechtem Wetter – zwischen 10:00 und 19:00 Uhr geöffnet.
Der Badesee befindet sich im nordwestlichen Bereich des Geländes. Zum Gelände des Bredenbeker Teichs gehören noch zwei weitere Seen, die sich nach Osten bis an die Stadt Ahrensburg ausdehnen. Die Seen wurden 60 Jahre lang vom Anglerverein Alster e. V. genutzt, bis der Pachtvertrag im Jahr 2016 vorzeitig gekündigt wurde. Folgende Fischarten kommen vor: diverse Weißfische (Brassen, Rotaugen und Rotfedern), Karauschen Karpfen, Schleien, Aale, Flussbarsche, Hechte,  Zander und Regenbogenforellen. Die Wasserqualität des Bredenbeker Teichs ist nachgewiesen sehr gut.